# All Elite Wrestling
All Elite Wrestling, LLC (AEW) este o federație profesionistă americană de wrestling. Fondată în 2019, este deținută de miliardarul Shahid Khan. Fiul său, Tony Khan, este președintele federației. Cody Rhodes, Kenny Omega, Matt Jackson și Nick Jackson sunt toți vicepreședinți executivi. 
CBS Sports a descris AEW drept „prima companie cu sprijin financiar major care a început să concureze cu WWE la un nivel major în aproape două decenii”.
Din 2 octombrie 2019, AEW a produs o emisiune de televiziune săptămânală de două ore, Dynamite, care este considerat programul lor emblematic și este difuzată în direct, cu unele excepții. Emisiunea a fost difuzată pe TNT până în decembrie 2021, trecând pe canalul soră al TNT, TBS, pe 5 ianuarie 2022. Compania are și alte două emisiuni săptămânale de televiziune, ambele pe TNT: Rampage, un program de o oră difuzat din 13 august 2021. , și Collision, un program de două ore care a avut premiera pe 17 iunie 2023. Compania are și un special trimestrial pe TNT intitulat Battle of the Belts. AEW a avut anterior două emisiuni săptămânale exclusive YouTube, Dark și Dark: Elevation, anulate după adăugarea Collision. Compania produce, de asemenea, o serie de programe cu plată (PPV) și de televiziune speciale pe tot parcursul anului, Double or Nothing fiind considerat PPV-ul lor emblematic.

## Istorie

### Formarea AEW(2017–2019)
În mai 2017, jurnalistul de lupte profesioniste Dave Meltzer a făcut un comentariu că promoția americană de lupte profesionale Ring of Honor (ROH) nu a putut vinde 10.000 de bilete pentru un eveniment de lupte, o performanță pe care nicio promovare de wrestling din SUA, în afară de WWE , nu a realizat-o de la Concurenta majoră defunctă a WWE, World Championship Wrestling (WCW), în 1999. La comentariu au răspuns luptătorii profesioniști Cody Rhodes și The Young Bucks (echipa de etichete a lui Matt Jackson și Nick Jackson), care erau atunci vedete de top care au semnat cu ROH și prieteni buni atât în interiorul, cât și în afara luptei profesionale, ca parte a grupului Bullet Club (și mai târziu parte a facțiunii sub-Bullet Club, The Elite). Ei au organizat un eveniment independent de wrestling numit All In în septembrie 2018, cu luptători de la ROH, precum și alte promoții. Evenimentul s-a vândut în 30 de minute și a avut cel mai mare public prezent la un spectacol de lupte profesionale din Statele Unite ținut și organizat de promotori neafiliați WWE sau WCW din 1993. La eveniment au participat 11.263 de persoane. Evenimentul a fost apreciat și a dus la multe speculații online că Cody și The Young Bucks își vor extinde ambițiile și își vor crea propria promovare de lupte profesionale sau vor organiza un al doilea eveniment All In. Se pare că oamenii din industria televiziunii au fost, de asemenea, foarte impresionați de spectacol.
Cody Rhodes, The Young Bucks (Matt Jackson și Nick Jackson) și Kenny Omega au făcut echipă pentru a ajuta la începerea promovării.

Tony Khan (stânga) este președintele și CEO-ul AEW, în timp ce tatăl său Shahid Khan (dreapta) este co-investitorul principal și coproprietarul promoției.
Pe 5 noiembrie 2018, mai multe mărci înregistrate au fost depuse în Jacksonville, Florida, ceea ce indica lansarea All Elite Wrestling. Numele depuse pentru mărci comerciale includ: All Elite Wrestling, AEW All Out, All Out, AEW, Double or Nothing, Tuesday Night Dynamite, AEW Double or Nothing și mai multe logo-uri. În decembrie 2018, Cody, The Young Bucks și alți câțiva luptători au părăsit ROH. Anunțul oficial al creației AEW a venit la miezul nopții, ora de Est, pe 1 ianuarie 2019, într-un episod din Being the Elite, o serie web YouTube creată de The Elite. De asemenea, în episod a fost anunțat Double or Nothing, evenimentul inaugural al AEW și continuarea lui All In.
Pe 2 ianuarie 2019, Cody și The Young Bucks au semnat oficial cu promovarea în calitate de concurenți, precum și în calitate de co-vicepreședinți executivi ai AEW, în timp ce antreprenorul, directorul de fotbal și fanul de lungă durată  Tony Khan a fost anunțat ca președinte al companiei. . Tony și tatăl său, Shahid, susțineau promovarea ca investitori principali. Khans sunt miliardari și fac parte din grupul de proprietar al echipei Jacksonville Jaguars NFL și Fulham F.C..
Soția lui Cody, Brandi Rhodes, a fost anunțată ca director de brand al companiei pe 3 ianuarie 2019. Pe 8 ianuarie 2019, compania a ținut conferința de presă inaugurală pe curtea TIAA Bank Field, unde a anunțat talente care urmează să participă ca parte a promoției, inclusiv foști luptători ROH, echipa SoCal Uncensored (Christopher Daniels, Scorpio Sky și Frankie Kazarian), „Hangman” Adam Page, luptători independenți Britt Baker, Joey Janela și foști luptători WWE Pac și Chris Jericho .
Pe 7 februarie 2019, grupul a susținut o conferință de presă în care au fost eliberate bilete pentru Double or Nothing. Alte anunțuri importante au inclus alăturarea lui Kenny Omega în calitate de luptător și al patrulea co-vicepreședinte executiv al companiei, precum și semnările The Lucha Brothers (Pentagón Jr. și Rey Fénix) și Best Friends (Trent Beretta și Chuck Taylor).

### Debutul pe TNT(2019–2020)
Pe 15 mai 2019, AEW și WarnerMedia au anunțat o înțelegere pentru o emisiune săptămânală în prime-time difuzată în direct pe TNT, rețeaua care a difuzat anterior Monday Nitro de la WCW în timpul Monday Night Wars (1995–2001). CBS Sports a descris AEW drept „prima companie cu sprijin financiar major care a început să concureze cu WWE la un nivel major în aproape două decenii”.
Pe 25 mai 2019, AEW a produs primul lor pay-per-view (PPV), Double or Nothing. A avut loc la MGM Grand Garden Arena din suburbia Las Vegas din Paradise, Nevada și a văzut debutul lui Jon Moxley, cunoscut anterior ca Dean Ambrose în WWE. Tot în timpul Double or Nothing, veteranul pro-wrestling Bret Hart a dezvăluit centura AEW World Championship. În timpul verii, AEW a mai produs două evenimente, Fyter Fest în iunie și Fight for the Fallen în iulie.
Pe 31 august 2019, AEW a produs cel de-al doilea eveniment pay-per-view, All Out, ca succesor spiritual al All In. La eveniment, a fost dezvăluită centura Campionatului Mondial feminin AEW, iar în evenimentul principal, Chris Jericho l-a învins pe „Hangman” Adam Page pentru a deveni campionul mondial AEW inaugural. Pe 19 septembrie, site-ul TNT a enumerat emisiunea AEW ca AEW Dynamite cu o emisiune de previzualizare de o oră programată pentru 1 octombrie la ora 20:00. Pe 2 octombrie, Dynamite a debutat pe TNT, care a avut o medie de 1,409 milioane de telespectatori, ceea ce a făcut-o cel mai mare debut de televiziune pe TNT din ultimii cinci ani. Tot pe 2 octombrie, NXT de la WWE avea să-și facă debutul de două ore pe USA Network (cele două episoade anterioare au prezentat prima oră în SUA cu a doua oră pe WWE Network) și au avut o medie de 891.000 de telespectatori. Dynamite a învins NXT în privința spectatorilor și și-a dublat concurența în rândul adulților cheie 18-49 de ani, obținând 878.000 de spectatori, comparativ cu cei 414.000 de la NXT. Acest lucru ar marca și începutul „războaielor de miercuri noapte”. Înainte și după episoade, meciurile netelevizate au fost filmate pentru a fi difuzate pe AEW Dark în următoarele zile de marți (cu excepția evenimentelor PPV, unde episoadele au fost difuzate vineri) pe canalul YouTube al AEW. Pe 9 noiembrie, AEW a produs al treilea eveniment pay-per-view, Full Gear. În evenimentul principal, Jon Moxley l-a învins pe Kenny Omega într-un meci Lights Out .

### Covid-19 si efectele asupra AEW
Pe măsură ce alte anulări și amânări sportive erau anunțate în martie 2020, AEW a început să fie afectată de debutul pandemiei COVID-19. În urma suspendării sezonului NBA 2019-20 după ce doi jucători au fost testați pozitiv pentru virus, episodul din 18 martie din Dynamite a avut loc fără spectatori de la Daily's Place din Jacksonville, Florida. Double or Nothing din acel an trebuia să aibă loc pe 23 mai, dar pe 8 aprilie, MGM Grand Garden Arena a anunțat că a anulat toate evenimentele până pe 31 mai din cauza pandemiei. În acel moment, Nevada se afla într-o stare de urgență din 12 martie, interzicând toate adunările publice pe termen nelimitat. Ca răspuns, AEW a anunțat că Double or Nothing va continua așa cum a fost planificat, dar din Daily's Place, precum și TIAA Bank Field pentru meciul evenimentului principal.
Pe 13 aprilie, guvernatorul Floridei, Ron DeSantis, a considerat AEW, la fel ca WWE, o afacere  esențială pentru economia statului și a adăugat o excepție în temeiul ordinului de stat la domiciliu pentru angajații unei „producție sportivă și media profesională” care este închisă publicului și are un public național. Într-un interviu la podcastul AEW Unrestricted, Tony Khan a declarat că pandemia a privat AEW de milioane de dolari din venituri din evenimente live.
Pe 3 august 2020, Jazwares a lansat prima linie de figurine și jucării AEW.
AEW a anunțat revenirea fanilor cu bilet la evenimentele live pe 20 august, urmând liniile directoare ale Centrelor pentru Controlul și Prevenirea Bolilor (CDC), inclusiv purtarea măștilor, distanțarea fizică și verificarea temperaturii. Începând cu episodul din 27 august din Dynamite, au permis până la 10% capacitate la Daily's Place și până la 15% capacitate începând cu All Out din acel an.
Pe 10 noiembrie 2020, promoția a anunțat AEW Games, marca de jocuri video a companiei. AEW a dezvăluit că trei jocuri erau în dezvoltare; AEW Casino: Double or Nothing și AEW Elite GM pentru dispozitive mobile și AEW Fight Forever dezvoltat de fostul dezvoltator WWE 2K Yuke's.
Pentru pay-per-view-ul Double or Nothing din mai 2021, locația a fost ridicată la capacitate maximă, fiind prima dată când AEW a organizat un eveniment cu o mulțime de capacitate maximă din martie 2020.

### Revenirea fanilor(2021–2022)
În mai 2021, AEW a anunțat că vor reveni la turneele live, începând cu un episod special din Dynamite intitulat Road Rager pe 7 iulie în Miami, Florida, devenind, la rândul său, prima promoție majoră de lupte profesionale care a reluat turneele live în timpul COVID-19. 19 pandemie. Road Rager a fost, de asemenea, primul dintr-un interval de patru săptămâni de episoade speciale Dynamite numite turneul „Welcome Back”, care a continuat cu Fyter Fest în două părți pe 14 și 21 iulie în Cedar Park și, respectiv, Garland, Texas, și apoi s-a încheiat cu Fight for the Fallen pe 28 iulie în Charlotte, Carolina de Nord. În iunie, AEW a anunțat că episodul din 22 septembrie din Dynamite va fi un alt episod special intitulat Grand Slam și va fi debutul AEW în New York City, un oraș cunoscut în principal ca teritoriu de origine pentru WWE, precum și primul lor eveniment complet organizat pe un stadion. . Evenimentul ar deveni, de asemenea, cel mai frecventat eveniment al AEW, cu peste 20.000 de spectatori.
Pe 20 august 2021, CM Punk s-a alăturat AEW. A fost revenirea lui Punk la luptele profesionale după ce a părăsit WWE în 2014.
Pe 27 august 2021, a fost dezvăluit că Dark va începe să fie înregistrat pe propriul platou din Universal Studios Florida din Orlando, la Soundstage 21.
În februarie 2022, în urma unui aclamat meci ladder cu Sammy Guevara, Cody Rhodes a părăsit compania pentru a se alătura WWE.
În episodul din 2 martie 2022 din Dynamite, Tony Khan a anunțat că a achiziționat ROH de la Sinclair Broadcast Group. Mai târziu, în 2022, AEW și-a promovat primele evenimente în afara Statelor Unite, când a susținut o transmisie live a Dynamite pe 12 octombrie în Toronto, Ontario, Canada, urmată de o înregistrare Rampage în seara următoare, în același loc. De atunci, compania a organizat numeroase alte evenimente în Canada.

### Collision si All In pe Wembley(2022–prezent)
În urma pay-per-view-ului All Out din 2022, campionul AEW de atunci, CM Punk, a folosit scrumul media post-PPV pentru a difuza nemulțumiri în afara caracterului împotriva mai multor membri ai listei, inclusiv Colt Cabana, Adam Page și AEW Executive Vicepreședinții Kenny Omega și The Young Bucks. După ce partea lui Punk din scrum s-a încheiat, a reieșit mai târziu că Punk și prietenul său Ace Steel au avut o ceartă legitimă cu Omega, Young Bucks și Christopher Daniels urmând ca Bucks și Omega să intre în vestiarul primilor. Incidentul a fost numit de fani și reporteri drept „Brawl Out”. Ulterior, toți cei implicați au fost suspendați, Omega și Bucks au fost dezbrăcați de Campionatul Mondial AEW de trios, iar Punk a fost deposedat de Campionatul Mondial AEW. Contractul lui Steel a fost reziliat de AEW o lună mai târziu, suspendarea lui The Bucks și Omega s-a încheiat la Full Gear, în timp ce cea a lui Punk a durat până în iunie a anului următor.
În ianuarie 2023, AEW și-a vândut drepturile de difuzare pentru serviciul de streaming DAZN în 42 de teritorii din Europa și Asia Centrală.
La 1 februarie 2023, AEW a anunțat că își va extinde programul de evenimente live și va începe să facă spectacole house, cu seria sa de show house intitulată AEW: House Rules. Primul eveniment AEW privind regulile casei a avut loc pe 18 martie la Hobart Arena din Troy, Ohio. Înainte de regulile casei, AEW susținuse doar un singur spectacol house, intitulat The House Always Wins, care a avut loc la Daily's Place din Jacksonville pe 9 aprilie 2021. La 5 aprilie 2023, AEW a anunțat că va reînvia numele All In (un numele Tony Khan a dobândit drepturile după ce a cumpărat ROH) pentru debutul AEW în Regatul Unit, care va avea loc pe stadionul Wembley din Londra pe 27 august 2023.
Pe 17 mai 2023, AEW a anunțat o a treia emisiune de televiziune săptămânală intitulată AEW Collision, cu primul episod prezentând revenirea lui Punk în companie și Luchasaurus captând campionatul AEW TNT de la Wardlow. Emisiunea este difuzată în direct, cu unele excepții, și a avut premiera pe TNT sâmbătă, 17 iunie 2023.
In iunie 2023, AEW a lansat AEW Fight Forever, după ani de dezvoltare. Jocul a primit recenzii mixte, fiind lăudat pentru stilul său de joc arcade, dar criticat pentru prezentare, moduri și personalizare limitate.
În august 2023, AEW a susținut All In la Wembley Stadium, un pay-per-view care a primit elogii critici; cu un număr de prezență plătită live de 72.265, a devenit unul dintre cele mai frecvente evenimente din istoria luptei profesionale. Evenimentul este, de asemenea, remarcabil pentru că a fost ultimul eveniment AEW al CM Punk, deoarece a fost concediat pe motiv de Khan și Comitetul de disciplină AEW, în urma unei altercații legitime în culise cu Jack Perry. Perry a fost, de asemenea, suspendat pe termen nelimitat. Punk s-a întors curând la WWE.
La evenimentul pay-per-view WrestleDream din 1 octombrie 2023, Adam Copeland, cunoscut anterior în WWE sub numele de Edge, și-a făcut debutul în AEW, folosind numele de Rated R Superstar. Și-a făcut debutul salvându-i pe Sting și Darby Allin dintr-un atac al Patriarhiei (Christian Cage, Nick Wayne și Luchasaurus), iar ulterior și-a făcut debutul în ring împotriva lui Luchasaurus în ediția din 10 octombrie la Dynamite: Title Tuesday. După debutul său la WrestleDream, Tony Khan a dezvăluit că Copeland a semnat un contract full-time, pe mai mulți ani, cu AEW.

## Show-uri
Înainte de Dynamite și evenimentele cu plată, AEW a lansat o serie de videoclipuri „Road to...” și „Countdown to...” pe canalul său oficial de YouTube. Videoclipurile constau din interviuri, video packages și segmente în culise. Seria este folosită pentru a promova meciurile preexistente, precum și pentru a crea noi rivalități.
În noiembrie 2019, AEW a anunțat Bash at the Beach, o serie de evenimente de nouă zile, cu două episoade din Dynamite, inclusiv unul la bordul Rock 'N' Wrestling Rager at Sea al lui Chris Jericho.
În februarie 2021, AEW și-a anunțat cea mai nouă emisiune AEW Dark: Elevation, care a început să fie difuzată pe 15 martie. Emisiunea a fost încărcată pe canalul lor de YouTube luni, la ora 19:00. ET ca o completare a AEW Dark.
Ca parte a acordului de mutare a Dynamite la TBS, AEW a fost de acord să producă programe speciale de televiziune trimestriale pe TNT, care vor fi difuzate sâmbăta la ora 20:00. ET. Serialul a fost intitulat AEW Battle of the Belts, cu prima difuzare specială pe 8 ianuarie 2022. Începând cu a patra specială pe 7 octombrie 2022, Battle of the Belts a fost mutată în serile de vineri, difuzând imediat după Rampage la ora 23:00. ET pentru a evita potențiala contraprogramare, în special împotriva pay-per-view-urilor WWE.
În episodul din 22 februarie 2023 din Dynamite, Tony Khan și Adam Cole au anunțat un nou program de televiziune care începe pe 29 martie, numit AEW: All Access. „All Access” a fost o mini-serie și a difuzat șase episoade, difuzate între 29 martie și 10 mai 2023. A fost un reality show de televiziune despre viețile luptătorilor promoției și a prezentat filmări din culise. Programul a fost difuzat imediat după Dynamite la ora 22.00. ET pe TBS. Deși CEO-ul Khan a declarat că spectacolul a avut rezultate bune și a fost primit pozitiv, nu există nicio confirmare a unui al doilea sezon.
Odată cu adăugarea Collision la gama săptămânală a AEW, care a început difuzarea pe TNT pe 17 iunie 2023, AEW și-a încheiat emisiunile online săptămânale Dark and Dark: Elevation.

#### Programe
| Program                 | Prima difuzare          | Program original | Note                                                        |
| ----------------------- | ----------------------- | ---------------- | ----------------------------------------------------------- |
| AEW Dynamite            | October 2, 2019–prezent | TBS              | Programul de televiziune emblematic live al AEW.            |
| AEW Rampage             | August 13, 2021–prezent | TNT              | Programul de televiziune suplimentar preînregistrat de AEW. |
| AEW Collision           | June 17, 2023–prezent   | TNT              | Al doilea program de televiziune live al AEW.               |
| AEW Battle of the Belts | January 8, 2022–prezent | TNT              | Episoade speciale de televiziune trimestriale.              |
| AEW All Access          | March 29, 2023–prezent  | TBS              | Program de televiziune de realitate cu imagini din culise.  |

#### Online
| Program          | Prima difuzare            | Program original | Note |
| ---------------- | ------------------------- | ---------------- | --- |
| AEW Unrestricted | February 24, 2020–present | YouTube          | Emisiune online cu interviuri cu wrestleri din AEW, găzduită de Tony Schiavone, Will Washington și Aubrey Edwards. |

#### Show-uri terminate
| Program             | Difuzat                          | Network | Note |
| ------------------- | -------------------------------- | ------- | --- |
| AEW Dark            | October 8, 2019 – April 25, 2023 | YouTube | Emisiune online care a prezentat meciuri înregistrate la Universal Studios Florida.                                                       |
| AEW Dark: Elevation | March 15, 2021 – April 24, 2023  | YouTube | Emisiune online care a prezentat meciuri netelevizate din înregistrări Dynamite care au implicat luptători din rosterul AEW și din indies |

### Evenimente
Evenimentele AEW pay-per-view sunt disponibile prin Bleacher Report în Statele Unite și Canada și prin FITE TV la nivel internațional. În plus, AEW PPV-urile sunt disponibile și prin punctele de vânzare tradiționale PPV din Statele Unite și Canada și sunt transportate de toți furnizorii importanți de satelit. AEW a susținut primul lor spectacol în Marea Britanie și în Europa sub forma AEW All In în 2023.

### Programele AEW in restul lumii
La 8 mai 2019, AEW a încheiat un acord privind drepturile media cu compania britanică de media ITV plc pentru a difuza emisiuni AEW pe ITV4, iar pay-per-view-uri fiind difuzate pe ITV Box Office, începând cu Double or Nothing pe 25 mai 2019. Cu toate acestea, după ITV Box Office și-a încetat operațiunile în ianuarie 2020, ITV nu mai difuzează AEW pay-per-views în Marea Britanie.
Pe 19 februarie 2020, AEW a încheiat un nou acord privind drepturile media cu compania germană de media Sky Deutschland (care a difuzat anterior emisiuni WWE și Impact Wrestling) pentru a difuza pay-per-view-uri AEW pe Sky Select Event.
În vara anului 2020, toate programele AEW (cu excepția AEW Collision) au fost difuzate în Italia de Sky Italia prin canalele sale de sport.
Pe 22 ianuarie 2021, TNT Africa a anunțat că canalul va începe să difuzeze Dynamite vineri seara în Africa Subsahariană. Spectacolul a avut premiera pe 5 februarie 2021. 
Pe 19 mai 2021, AEW a anunțat că Dynamite se va muta la TBS în ianuarie 2022. În plus, AEW a anunțat și că va lansa o a doua emisiune TV săptămânală numită AEW Rampage, care va fi difuzată vineri, la ora 22:00. ET pe TNT, începând cu 13 august.
Pe 2 august 2021, AEW a anunțat un acord cu Discovery Inc. pentru a difuza Dynamite și Rampage pe Eurosport în India, începând cu 15 august 2021. Pe 10 februarie 2022, Warner TV a anunțat că va difuza Dynamite și Rampage în Polonia. Pe 8 aprilie 2022, a fost anunțat că, ca parte a relației de lucru AEW și NJPW, Dynamite și Rampage vor fi difuzate în Japonia pe NJPW World. Pe 5 mai 2022, AEW a anunțat că Dynamite și Rampage vor fi difuzate pe TNT în Spania începând cu 17 iunie 2022, iar mai târziu în direct din 19 iunie 2022.
Evenimentele AEW au fost difuzate în America Latină pe Space de la sfârșitul anului 2020 până la sfârșitul anului 2022. Promoția este difuzată în America Hispanică pe Vix din iulie 2023 și în Brazilia pe AEW Plus.

## Parteneriate cu alte companii
AEW are acorduri de parteneriat cu mai multe promoții din întreaga lume. În plus, întrucât Tony Khan deține atât AEW, cât și Ring of Honor Wrestling (ROH), luptători de la companiile AEW apar frecvent pe ROH și invers; cu toate acestea, deși centurile ROH sunt adesea apărate pe AEW, arată că inversul este rareori adevărat.
La începutul lui 2019, AEW a încheiat două acorduri de parteneriat cu promoțiile Mexican Lucha Libre AAA Worldwide (AAA) și Chinese Oriental Wrestling Entertainment (OWE). Până la sfârșitul anului 2020 și până în 2021, AEW a format parteneriate cu alte promoții de lupte. Tony Khan a numit conceptul de luptători din alte promoții care apar în AEW ca trecând prin „ușa interzisă”.
În decembrie acelui an, AEW a început un parteneriat cu Impact Wrestling, care l-a văzut pe campionul mondial AEW Kenny Omega făcând apariții la Impact!. Omega și-a făcut mai târziu debutul în ring pentru Impact la Hard to Kill și l-a învins pe Rich Swann pentru a câștiga Centura Mondiala Impact la evenimentul Rebellion, făcându-l prima persoană care a deținut campionate atât în Impact, cât și în AEW simultan. În octombrie 2021, Relația de lucru dintre AEW și Impact Wrestling s-a încheiat după Impact's Bound for Glory.
Pe 3 februarie 2021, la emisiunea de televiziune Beach Break, AEW a început un parteneriat cu New Japan Pro-Wrestling (NJPW). După evenimentul principal, Kenta și-a făcut debutul AEW și l-a lovit pe Jon Moxley cu lovitura finală, Go 2 Sleep. Kenta avea să-și facă mai târziu debutul AEW în ring la următoarul Dynamite. Peste un an mai târziu, în ediția din 20 aprilie 2022 a revistei Dynamite, a fost anunțat că AEW și NJPW au ajuns la un acord pentru a coproduce un eveniment cu vizionare cu plată intitulat AEW×NJPW: Forbidden Door, care a avut loc la United Center. la Chicago pe 26 iunie. Evenimentul a fost un succes apreciat și a fost urmat de un al doilea eveniment Forbidden Door pe 25 iunie 2023, desfășurat la Scotiabank Arena din Toronto.
Pe 20 martie 2022, la Judgementul DDT Pro-Wrestling, a fost anunțat că AEW a format o relație de lucru cu DDT și Tokyo Joshi Pro-Wrestling, care va vedea luptători de la ambele mărci să apară în programarea AEW.
Pe 13 octombrie 2023, AEW a anunțat o relație de lucru cu promotia Consejo Mundial de Lucha Libre din Mexic.

## Contracte
AEW își semnează cea mai mare parte a talentului prin contracte exclusive, ceea ce înseamnă că talentul poate apărea sau poate juca numai în cadrul programării și evenimentelor AEW (care include ROH) sau evenimente independente aprobate de AEW, deși are parteneriate cu New Japan's Pro-Wrestling (NJPW), DDT. Pro-Wrestling (DDT), Tokyo Joshi Pro Wrestling (TJPW), Pro Wrestling Noah, Sukeban, Lucha Libre din Mexic AAA Worldwide (AAA) și Consejo Mundial de Lucha Libre (CMLL) și Revolution Pro Wrestling din Regatul Unit, luptători și alte personalități din aceste promoții pot face, de asemenea, apariții periodice la evenimentele AEW.

## Jocuri Video
| Anul  | Nume                          | Developer              |                                                                                   |
| Seria | Seria                         | Seria                  | Seria                                                                             |
| ----- | ----------------------------- | ---------------------- | --------------------------------------------------------------------------------- |
| 2020  | AEW Casino: Double or Nothing | KamaGames              | Android, iOS                                                                      |
| 2020  | AEW Elite General Manager     | Crystallized Games     | Android, iOS                                                                      |
| 2023  | AEW Fight Forever             | Yuke's                 | Nintendo Switch, PlayStation 4, PlayStation 5, Windows, Xbox Series X/S, Xbox One |
| 2024  | AEW Rise To The Top           | Immutable X WBD Sports | Android, iOS                                                                      |

## Campioni actuali

### Divizia Masculina

#### Singles
|                                | Campion curent | Campion curent | Reign | Cand a castigat    | Cate zile a tinut centura | Locatie                | Note                                                                                       | Ref. |
| ------------------------------ | -------------- | -------------- | ----- | ------------------ | ------------------------- | ---------------------- | ------------------------------------------------------------------------------------------ | ---- |
| AEW World Championship         |                | MJF            | 1     | November 19, 2022  | 402                       | Newark, New Jersey     | L-a învins pe Jon Moxley la Full Gear.                                                     |      |
| AEW International Championship |                | Orange Cassidy | 2     | October 10, 2023   | 77                        | Independence, Missouri | l-a învins pe Rey Fenix la Dynamite: Title Tuesday.                                        |      |
| \| AEW TNT Championship \|     |                | Christian Cage | 1     | September 23, 2023 | 94                        | Grand Rapids, Michigan | I-a învins pe fostul campion Luchasaurus și Darby Allin într-un meci în trei pe Collision. |      |
| FTW Championship               |                | Hook           | 2     | August 27, 2023    | 121                       | London, England        | L-a învins pe Jack Perry într-un meci FTW Rules din pre-show-ul All In Zero Hour.          |      |
| AEW TNT Championship           |                |                |       |                    |                           |                        |                                                                                            |      |

Tag Team
| Championship                    | Current champion(s) | Current champion(s)                                          | Reign | Date won        | Days held | Location             | Notes | Ref. |
| ------------------------------- | ------------------- | ------------------------------------------------------------ | ----- | --------------- | --------- | -------------------- | --- | ---- |
| AEW World Tag Team Championship |                     | Ricky Starks and Big Bill                                    | 1     | October 7, 2023 | 80        | Salt Lake City, Utah | Defeated FTR (Dax Harwood and Cash Wheeler) on Collision.                                                                                      |      |
| AEW World Trios Championship    |                     | Billy Gunn and The Acclaimed (Max Caster and Anthony Bowens) | 1     | August 27, 2023 | 121       | London, England      | Defeated The House of Black (Malakai Black, Brody King, and Buddy Matthews) in a House Rules No Holds Barred six-man tag team match at All In. |      |

### Women's division
| Championship                   | Current champion(s) | Current champion(s)   | Reign | Date won          | Days held | Location              | Notes | Ref. |
| ------------------------------ | ------------------- | --------------------- | ----- | ----------------- | --------- | --------------------- | --- | ---- |
| AEW Women's World Championship |                     | "Timeless" Toni Storm | 3     | November 18, 2023 | 38        | Inglewood, California | Defeated Hikaru Shida at Full Gear.                                                                          |      |
| AEW TBS Championship           |                     | Julia Hart            | 1     | November 18, 2023 | 38        | Inglewood, California | Defeated previous champion Kris Statlander and Skye Blue, who she pinned, in a three-way match at Full Gear. |      |